# 上巴赫海姆
上巴赫海姆（德語：Oberbachheim）是德国莱茵兰-普法尔茨州的一个市镇。总面积2.85平方公里，总人口195人，其中男性106人，女性89人（2011年12月31日），人口密度68人/平方公里。